# Kirsten Lee Clark
Kirsten Lee Clark nació el 23 de abril de 1977 en Raymond (Estados Unidos), es una esquiadora retirada que ganó 1 Medalla en el Campeonato del Mundo (1 de plata) y 1 victoria en la Copa del Mundo de Esquí Alpino (con un total de 8 podiums).

## Resultados

### Juegos Olímpicos de Invierno
- 1998 en Nagano, Japón
  - Combinada: 18.ª
  - Descenso: 28.ª
- 2002 en Salt Lake City, Estados Unidos
  - Descenso: 12.ª
  - Super Gigante: 14.ª
- 2006 en Turín, Italia
  - Super Gigante: 14.ª
  - Descenso: 21.ª

### Campeonatos Mundiales
- 1997 en Sestriere, Italia
  - Super Gigante: 24.ª
- 1999 en Vail, Estados Unidos
  - Descenso: 16.ª
  - Eslalon Gigante: 22.ª
- 2001 en Sankt Anton am Arlberg, Austria
  - Super Gigante: 9.ª
  - Combinada: 10.ª
  - Descenso: 12.ª
  - Eslalon Gigante: 20.ª
- 2003 en St. Moritz, Suiza
  - Super Gigante: 2.ª
  - Descenso: 19.ª
- 2005 en Bormio, Italia
  - Super Gigante: 10.ª
- 2007 en Åre, Suecia
  - Descenso: 16.ª
  - Super Gigante: 20.ª

### Copa del Mundo

#### Clasificación general Copa del Mundo
- 1996-1997: 109.ª
- 1997-1998: 75.ª
- 1998-1999: 70.ª
- 1999-2000: 60.ª
- 2000-2001: 30.ª
- 2001-2002: 29.ª
- 2002-2003: 9.ª
- 2003-2004: 13.ª
- 2004-2005: 30.ª
- 2005-2006: 23.ª
- 2006-2007: 51.ª

#### Clasificación por disciplinas (Top-10)
- 2002-2003:
  - Descenso: 3.ª
  - Super Gigante: 10.ª
- 2003-2004:
  - Descenso: 9.ª
- 2005-2006:
  - Super Gigante: 8.ª

#### Victorias en la Copa del Mundo (1)

##### Descenso (1)
| Fecha                 | Lugar       |
| --------------------- | ----------- |
| 24 de febrero de 2001 | Lenzerheide |